# Valeriu Matei
Valeriu Matei (n. 31 martie 1959, Cazangic, raionul Leova) este un poet, istoric, scriitor și om politic din Republica Moldova, deputat în Parlamentul Republicii Moldova între 1990 și 2001, membru al Academiei de Științe a Moldovei, membru de onoare al Academiei Române din 2011. A candidat la alegerile prezidențiale din Republica Moldova (1996).

## Biografie
Valeriu Matei s-a născut la 31 martie 1959, în comuna Cazangic, raionul Leova, RSS Moldovenească, în familia lui Nicolae Matei (1922-1981) și a Sevastiței (n. Cătană, 1924-2009). Școala medie incompletă din satul natal (1966-1974), astăzi gimnaziul „Mihai Viteazul”', și Școala medie nr.2 din or. Leova (1974-1976), pe care o absolvă cu medalie de aur. În 1973 debutează cu versuri în presa pentru copii. Se remarcă în cadrul olimpiadelor din Republica Moldova la limba și literatura română și istorie. A absolvit cu exelență Universitatea de stat „M. V. Lomonosov” din Moscova, facultatea de istorie, specialitatea etnologia, susținând o teză despre valoarea istorico-etnologică a operei lui Nicolae Milescu Spătarul. În anii de studii cunoaște elitele culturale și literare nonconformiste din Moscova și Sankt-Petersburg, printre care își face mulți prieteni. Exclus de la doctorantura aceleiași facultăți ca antisovietic și naționalist (1983). Reușește să se angajeze doar în calitate de colaborator științific inferior la muzeul de studiere a ținutului din orașul Istra (1984 - 1985), din mai 1985, a fost ales șef al sectorului de istorie veche, arheologie și etnografie la același muzeu. Este printre protagoniștii evenimentelor de la Uniunea Scriitorilor din Moldova din martie - mai 1987, care pun începutul „Mișcării Democratice” din Republica Moldova. În perioada mai 1987 - martie 1990 a reprezentat Uniunea Scriitorilor din Moldova la secretariatul Uniunii Scriitorilor din Moscova. N-a fost membru al partidului comunist.  În 1989 a participat la crearea Frontului Popular din Moldova, a fost membru în Biroul Executiv și purtător de cuvânt al formațiunii.
În 1990 a fost ales deputat în Parlamentul Republicii Moldova în circumscripția Leova. A fost președinte al Comisiei parlamentare pentru mass-media (1990-1993), membru în Prezidiul Parlamentului. E reales deputat în Parlamentul Republicii Moldova (1994 - 2001) pe listele Partidului Forțelor Democratice, al cărui președinte a fost (1994 - 2002). A candidat la alegerile prezidențiale din Republica Moldova din 1996, obținând 9 la sută din sufragii. Vicepreședinte al Parlamentului (1998-1999), președintele Comitetului de cooperare Republica Moldova - Uniunea Europeană (1998 - 2001). Directorul Institutului Cultural Român „Mihai Eminescu” la Chișinău.
Debut literar matur în 1980 în revista „Tineretul Moldovei” din Chișinău, după care cunoaște, până în 1985, în Basarabia, interdicția de a publica. Din 1981 publică versuri și în presa literară din România, fiind prezentat de Grigore Vieru, Ioan Alexandru, Ștefan Augustin Doinaș, Lucian Avramescu ș.a.
Autor al mai multor volume de poezie, apărute la Chișinău, Iași, București ș.a., apreciate de critica literară (Eugen Simion, Alex Ștefănescu, Mihai Cimpoi, Constantin Ciopraga, Ion Pop, Sorin Alexandrescu, Constantin Călin, Petru Poantă, Theodor Codreanu, Florentin Popescu, Marian Popa, Adrian Dinu Rachieru, Viorel Dinescu, Daniel Corbu, Vasile Spiridon ș.a.), al piesei de teatru Prologul (Teatrul Național „Mihai Eminescu” din Chișinău (1987 - 1988), al nuvelei istorice Peregrinările și suferințele spătarului Neculai din Milești (1988), al unor eseuri, studii de istorie și etnologie (Pactul Ribbentrop-Moltov și agresiunea sovietică împotriva României, 2012 ș.a.). A tradus din poezia franceză (Arthur Rimbaud ș.a.), rusă (O.Mandelstam, A. Ahmatova ș.a.), spaniolă (Federico Garcia Lorca ș.a.). Versurile sale au fost traduse în engleză, franceză, germană, spaniolă, rusă, greacă, suedeză, letonă, slovacă, maghiară, macedoneană, turcă ș.a.
Soția Claudia (n. Postică) este doctor în filologie, cercetător științific la Institutul de Filologie al Academiei de Științe a Moldovei.

## Opera

### Proză. Istorie. Critică literară
- Peregrinările și suferințele Spătarului Neculai din Milești, 1988;
- Pactul Ribbentrop-Molotov și agresiunea sovietică împotriva României, 2012;
- O figură emblematică a culturii române - Mihai Cimpoi, 2012

### Teatru
- Prologul (dramă), Teatrul Național Mihai Eminescu, Chișinău, 1987 - 1989
- Vecernie regală, Teatrul Poetic Alexei Mateevici, Chișinău, 2016 - 2019

### Poezie
- Stâlpul de foc, 1988;
- Somn de lup,1990, 2006;
- Moartea lui Zenon, 1994;
- Dimineața marelui oraș, 2003;
- Orpheu și singurătatea, 2003;
- Grecia imaginară, 2003;
- Ziliada, 2008;
- 101 poeme, 2009; ed. a II-a 2011;
- Somn de lup și alte poeme, 2010;
- Elegiile fiului risipitor. Opera poetică, 2010;
- Cafeaua din paharul iubirii, 2011;
- Cruciada balcanică. Opera poetică, 2013[3]
- Ecuațiile disperării, 2015
- Noaptea semnelor, 2019

## Premii și distincții
- Premiul Mihai Eminescu al Academiei Române (1996)
- Marele premiu Nichita Stănescu (1995)
- Medalia Mihai Eminescu (România, 2000)
- Marele premiu Nichita Stănescu pentru Opera Omnia (2002)
- Premiul Poesis (2007)
- Premiul Uniunii Scriitorilor din Moldova (2008, 2010)
- Ordinul Național Steaua României în grad de Comandor (2004)
- Ordinul Republicii (2010)
- Membru de onoare al Academiei Române (2011).[1]
- Medalia "Dimitrie Cantemir" (2013)
- Medalia "Mihai Eminescu" (R.Moldova, 2014)
- Premiul Național "George Bacovia" (România, 2015)
- Este cetățean de onoare al municipiilor Iași, Ploiești, Vălenii de Munte și al comunei Dumbrăveni, județul Suceava, al municipiilor Soroca, Edineț, orașului Leova, raionului Sângerei și al comunei Cazangic (Republica Moldova). Numele său îl poartă Biblioteca publică raională Leova și Gimnaziul din comuna Dumbrăvița, raionul Sângerei.